# Salaminia (género)
Salaminia es un género de insecto coleóptero de la familia Chrysomelidae.

## Especies
- Salaminia concinna (Baly, 1879)
- Salaminia haroldi (Chapuis, 1875)